# 伊福部
伊福部（いおきべ / いふくべ / いふきべ）は、古代日本の職業部および名代の民。五百木部、廬城部、伊福吉部とも表記する。

## 概要
「伊福部」は美濃国本巣郡・山県郡（大宝2年戸籍）ほか、東は陸奥国・武蔵国・遠江国 ・尾張国から、西は薩摩国まで広く分布しており、とりわけ美濃を中心に、因幡国・出雲国・安芸国などの中国諸国に広く分布しており、『和名類聚抄』にも伊福部の地名が各地に残されている。美濃国の伊福部（大宝二年御野国味蜂間郡春部里戸籍）、因幡国の伊福部臣（伊福吉部臣徳足比売骨蔵器銘・伊福部臣氏系図）、石見国の伊福部直（日本三代実録仁和2年5月12日条）などは、いずれも伊福部の管掌者であると思われる。伊勢国度会郡城田郷には皇太神宮儀式帳に田辺神社の四至として「東は五百木部浄人家を限りとす」という文がある。
職掌については、『日本三代実録』貞観4年6月15日条に、「播磨国揖保郡雅楽寮答笙無位伊福貞、本姓五百木部連に復す」とあるように、笛吹の部であるといわれていた。現在有力な説は、以下のようなものが存在する。
1. 五百木部と同じで、景行天皇の皇子、五百城入彦皇子の名代の部。
2. 息吹（伊吹、製鉄の際の踏鞴（たたら））に携わった部。伊福部氏の系図（因幡国伊福部臣古志、延暦3年頃成立）に、「若子臣」という人がいて、允恭天皇の時に祈禱して、気を飄風にかえたという伝承があり、稲葉国造族は製鉄氏族の物部氏と同族である。各務（鏡）や日野、金といった金属関係の地名にも関わる。
3. 火吹（ひふき）が訛った部。雄略天皇3年4月に廬城部連枳莒喩と武彦親子の名があり[1]、武彦（たけひこ）は湯人（ゆえ）として朝廷に仕えていたわけことから湯を扱う下級官吏として、火吹部とする。分布状態からすると大規模過ぎる点が難である。

なお、五百木部と伊福部は混同されがちであるが、本来は名代の五百木部と鍛冶部の伊福部とは別物であったと考えられる。
中央の伴造には、「伊福部連」があり、天武天皇13年12年宿禰姓を賜っている。『新撰姓氏録』「左京神別」・「大和国神別」には「伊福部宿禰」を載せ、尾張連と同祖、火明命の後とする。「河内国神別」には「五百木部連」もある。
宮城十二門の一つ、殷富門（いんぷもん）の名前の由来にもなっている。伊福部の伴造氏は、連のほかに、臣・君・公などがあり、一族には「直」・首・君姓のものも存在した。